# Formation de Cedar Mountain

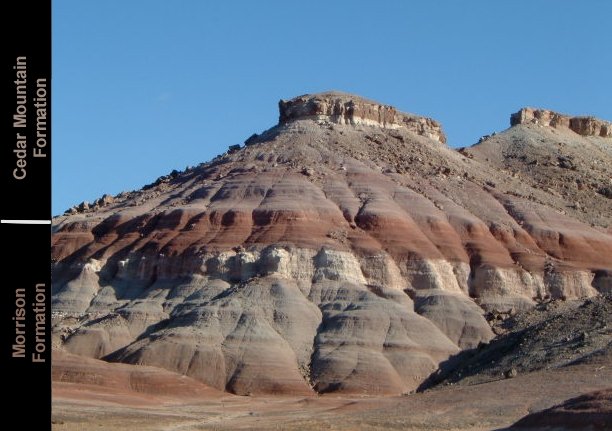
Strates colorées typiques de Cedar Mountain

La Formation de Cedar Mountain est une formation géologique de l'Utah (États-Unis) composé de sédiments datant du Crétacé inférieur.

## Lithologie
Cette formation 
est composée de grès à grains fins à moyen déposés en milieu continental.

## Âge
La Formation de Cedar Mountain est datée de l'Aptien et de l'Albien, derniers étages du Crétacé inférieur.
Cette formation géologique renferme de nombreux fossiles.

## Paléontologie

### Requins et raies
| Myliobatiformes        | Myliobatiformes                        | Myliobatiformes   | Myliobatiformes    | Myliobatiformes |
| Espèce                 | Temps géologique                       | Localisation      | Description        | Images          |
| ---------------------- | -------------------------------------- | ----------------- | ------------------ | --------------- |
| - Pseudohypolophus sp. | Crétacé Inférieur (Albien, Cénomanien) | États-Unis (Utah) | Myliobatidé (raie) |                 |

| Hybodontiformes | Hybodontiformes                        | Hybodontiformes   | Hybodontiformes      | Hybodontiformes |
| Espèce          | Temps géologique                       | Localisation      | Description          | Images          |
| --------------- | -------------------------------------- | ----------------- | -------------------- | --------------- |
| - Hybodus sp.   | Crétacé Inférieur (Albien, Cénomanien) | États-Unis (Utah) | Hybodontidé (requin) |                 |

| Orectolobiformes     | Orectolobiformes                       | Orectolobiformes  | Orectolobiformes | Orectolobiformes |
| Espèce               | Temps géologique                       | Localisation      | Description      | Images           |
| -------------------- | -------------------------------------- | ----------------- | ---------------- | ---------------- |
| - Cretorectolobus sp | Crétacé Inférieur (Albien, Cénomanien) | États-Unis (Utah) | requin           |                  |

### Poissons à nageoires rayonnées
| Lepisosteiformes  | Lepisosteiformes                       | Lepisosteiformes  | Lepisosteiformes | Lepisosteiformes |
| Espèce            | Temps géologique                       | Localisation      | Description      | Images           |
| ----------------- | -------------------------------------- | ----------------- | ---------------- | ---------------- |
| - Lepisosteus sp. | Crétacé Inférieur (Albien, Cénomanien) | États-Unis (Utah) | Lepisosteidé     |                  |

| Salmoniformes  | Salmoniformes                          | Salmoniformes     | Salmoniformes | Salmoniformes |
| Espèce         | Temps géologique                       | Localisation      | Description   | Images        |
| -------------- | -------------------------------------- | ----------------- | ------------- | ------------- |
| - Enchodus sp. | Crétacé Inférieur (Albien, Cénomanien) | États-Unis (Utah) | Enchodontidé  |               |

| Semionotiformes | Semionotiformes                        | Semionotiformes   | Semionotiformes | Semionotiformes |
| Espèce          | Temps géologique                       | Localisation      | Description     | Images          |
| --------------- | -------------------------------------- | ----------------- | --------------- | --------------- |
| - Lepidotes sp. | Crétacé Inférieur (Albien, Cénomanien) | États-Unis (Utah) | Semionotidé     |                 |

### Amphibiens
| Allocaudata             | Allocaudata                            | Allocaudata       | Allocaudata      | Allocaudata |
| Espèce                  | Temps géologique                       | Localisation      | Description      | Images      |
| ----------------------- | -------------------------------------- | ----------------- | ---------------- | ----------- |
| - Albanerpeton nexuosus | Crétacé Inférieur (Albien, Cénomanien) | États-Unis (Utah) | Albanerpetontidé |             |

### Reptiles
| Tortue            | Tortue                                 | Tortue            | Tortue      | Tortue |
| Espèce            | Temps géologique                       | Localisation      | Description | Images |
| ----------------- | -------------------------------------- | ----------------- | ----------- | ------ |
| - Naomichelys sp. | Crétacé Inférieur (Albien, Cénomanien) | États-Unis (Utah) | -           |        |

| Squamate               | Squamate                               | Squamate          | Squamate                 | Squamate |
| Espèce                 | Temps géologique                       | Localisation      | Description              | Images   |
| ---------------------- | -------------------------------------- | ----------------- | ------------------------ | -------- |
| - Bicuspidon numerosus | Crétacé Inférieur (Albien, Cénomanien) | États-Unis (Utah) | Teiidé (lézard)          |          |
| - Dicothodon moorensis | Crétacé Inférieur (Albien, Cénomanien) | États-Unis (Utah) | Scincomorphe (lézard)    |          |
| - Primaderma nessovi   | Crétacé Inférieur (Albien, Cénomanien) | États-Unis (Utah) | Anguiformes (lézard)     |          |
| - Pseudosaurillus sp.  | Crétacé Inférieur (Albien, Cénomanien) | États-Unis (Utah) | Paramacellodidé (lézard) |          |

| Crocodylomorphe    | Crocodylomorphe                        | Crocodylomorphe   | Crocodylomorphe | Crocodylomorphe |
| Espèce             | Temps géologique                       | Localisation      | Description     | Images          |
| ------------------ | -------------------------------------- | ----------------- | --------------- | --------------- |
| - Bernissartia sp. | Crétacé Inférieur (Albien, Cénomanien) | États-Unis (Utah) | Bernissartiidé  |                 |

### Dinosaures
| Theropode                      | Theropode                      | Theropode         | Theropode          | Theropode |
| Espèce                         | Temps géologique               | Localisation      | Description        | Images    |
| ------------------------------ | ------------------------------ | ----------------- | ------------------ | --------- |
| - Falcarius utahensis          | Crétacé Inférieur (Barrémien)  | États-Unis (Utah) | Therizinosauroidea |           |
| - Falcarius sp.                | Crétacé Inférieur (Barrémien)  | États-Unis (Utah) | Therizinosauroidea |           |
| - Geminiraptor suarezarum      | Crétacé Inférieur (Barrémien)  | États-Unis (Utah) | Coelurosauria      |           |
| - Moros intrepidus             | Crétacé supérieur (Cénomanien) | États-Unis (Utah) | Tyrannosauroidea   |           |
| - Nedcolbertia justinhoffmanni | Crétacé Inférieur (Barrémien)  | États-Unis (Utah) | Coelurosauria      |           |
| - Utahraptor ostrommaysi       | Crétacé Inférieur (Barrémien)  | États-Unis (Utah) | Dromaeosauridae    |           |
| - Yurgovuchia doellingi        | Crétacé Inférieur (Barrémien)  | États-Unis (Utah) | Dromaeosauridae    |           |

| Sauropode                 | Sauropode                              | Sauropode         | Sauropode         | Sauropode |
| Espèce                    | Temps géologique                       | Localisation      | Description       | Images    |
| ------------------------- | -------------------------------------- | ----------------- | ----------------- | --------- |
| - Abydosaurus mcintoshi   | Crétacé Inférieur (Albien, Cénomanien) | États-Unis (Utah) | Brachiosauridé    |           |
| - Cedarosaurus weiskopfae | Crétacé Inférieur (Barrémien)          | États-Unis (Utah) | Brachiosauridé    |           |
| - Venenosaurus dicrocei   | Crétacé Inférieur (Barrémien)          | États-Unis (Utah) | Titanosauriformes |           |
| - Venenosaurus sp.        | Crétacé Inférieur (Barrémien)          | États-Unis (Utah) | Titanosauriformes |           |

| Ankylosauria                 | Ankylosauria                       | Ankylosauria      | Ankylosauria  | Ankylosauria |
| Espèce                       | Temps géologique                   | Localisation      | Description   | Images       |
| ---------------------------- | ---------------------------------- | ----------------- | ------------- | ------------ |
| - Animantarx ramaljonesi     | Crétacé Inférieur (Albien)         | États-Unis (Utah) | Nodosauridé   |              |
| - Cedarpelta bilbeyhallorum  | Crétacé Inférieur (Aptien, Albien) | États-Unis (Utah) | Ankylosauridé |              |
| - Gastonia burgei            | Crétacé Inférieur (Barrémien)      | États-Unis (Utah) | Ankylosauridé |              |
| - Hoplitosaurus sp.          | Crétacé Inférieur (Barrémien)      | États-Unis (Utah) | Ankylosauridé |              |
| - Peloroplites cedrimontanus | Crétacé Inférieur (Aptien, Albien) | États-Unis (Utah) | Nodosauridé   |              |
| - Tenontosaurus sp.          | Crétacé Inférieur (Aptien, Albien) | États-Unis (Utah) | Iguanodontia  |              |

| Ornithopode             | Ornithopode                   | Ornithopode       | Ornithopode    | Ornithopode |
| Espèce                  | Temps géologique              | Localisation      | Description    | Images      |
| ----------------------- | ----------------------------- | ----------------- | -------------- | ----------- |
| - Cedrorestes crichtoni | Crétacé Inférieur (Barrémien) | États-Unis (Utah) | Hadrosauroidea |             |
| - Eolambia caroljonesa  | Crétacé Inférieur (Albien)    | États-Unis (Utah) | Hadrosauroidea |             |
| - Planicoxa venenica    | Crétacé Inférieur (Barrémien) | États-Unis (Utah) | Dryosauridé    |             |

### Synapsides
| Symmetrodonta                 | Symmetrodonta                          | Symmetrodonta     | Symmetrodonta   | Symmetrodonta |
| Espèce                        | Temps géologique                       | Localisation      | Description     | Images        |
| ----------------------------- | -------------------------------------- | ----------------- | --------------- | ------------- |
| - Spalacolestes cretulablatta | Crétacé Inférieur (Albien, Cénomanien) | États-Unis (Utah) | Spalacotheriidé |               |
| - Spalacolestes inconcinnus   | Crétacé Inférieur (Albien, Cénomanien) | États-Unis (Utah) | Spalacotheriidé |               |
| - Spalacotheridium noblei     | Crétacé Inférieur (Albien, Cénomanien) | États-Unis (Utah) | Spalacotheriidé |               |

### Mammifères
| Multituberculata          | Multituberculata                       | Multituberculata  | Multituberculata | Multituberculata |
| Espèce                    | Temps géologique                       | Localisation      | Description      | Images           |
| ------------------------- | -------------------------------------- | ----------------- | ---------------- | ---------------- |
| - Bryceomys intermedius   | Crétacé Inférieur (Albien)             | États-Unis (Utah) | Cimolodonta      |                  |
| - Cedaromys bestia        | Crétacé Inférieur (Albien)             | États-Unis (Utah) | Cimolodonta      |                  |
| - Cedaromys parvus        | Crétacé Inférieur (Albien)             | États-Unis (Utah) | Cimolodonta      |                  |
| - Janumys erebos          | Crétacé Inférieur (Albien, Cénomanien) | États-Unis (Utah) | Plagiaulacida    |                  |
| - Mesodma sp.             | Crétacé Inférieur (Albien, Cénomanien) | États-Unis (Utah) | Neoplagiaulacidé |                  |
| - Paracimexomys perplexus | Crétacé Inférieur (Albien, Cénomanien) | États-Unis (Utah) | Cimolodonta      |                  |
| - Paracimexomys robisoni  | Crétacé Inférieur (Albien, Cénomanien) | États-Unis (Utah) | Cimolodonta      |                  |
| - Paracimexomys sp.       | Crétacé Inférieur (Albien)             | États-Unis (Utah) | Cimolodonta      |                  |

| Triconodonta             | Triconodonta                           | Triconodonta      | Triconodonta   | Triconodonta |
| Espèce                   | Temps géologique                       | Localisation      | Description    | Images       |
| ------------------------ | -------------------------------------- | ----------------- | -------------- | ------------ |
| - Astroconodon delicatus | Crétacé Inférieur (Albien)             | États-Unis (Utah) | Triconodontidé |              |
| - Corviconodon utahensis | Crétacé Inférieur (Albien)             | États-Unis (Utah) | Triconodontidé |              |
| - Jugulator amplissimus  | Crétacé Inférieur (Albien, Cénomanien) | États-Unis (Utah) | Triconodontidé |              |